# فانی استولار
فانی استولار (مجاری: Fanny Stollár؛ زادهٔ ۱۲ نوامبر ۱۹۹۸) یک تنیس‌باز مجارستانی است. استولار که برای تیم جام فدرال مجارستان بازی می‌کند، رکورد برد- باخت ۷–۲ (از ژوئیه ۲۰۲۳) دارد. استولار بازی تنیس را از سه سالگی شروع کرد. او اظهار داشت که سطح مورد علاقه اش هاردکورت است.